# 凌風丸 (気象観測船・3代)
凌風丸（りょうふうまる）は気象庁大気海洋部が管理する海洋気象観測船である。2012年現在稼動しているものは3代目にあたる。

## 略歴
- 1937年 初代凌風丸竣工
- 1966年 2代目凌風丸竣工[1]
- 1995年6月30日 3代目（現）凌風丸竣工[1]

## 特徴
主に海洋の大規模で長期的な変動を監視するため、海底の地形、海洋の表面から深層に至るまでの水温や塩分、海流などの海洋観測を行うとともに、海水中の重金属や化学物質、油分のほか、二酸化炭素やメタンなど地球温暖化の原因とされる温室効果ガス、オゾン層を破壊するフロンなどの洋上および海水中の濃度を観測している。
気象庁は5隻の気象観測船で海洋気象観測を行なっていたが、2010年4月から本船と啓風丸の2隻体制となった。
2001年に第14回人事院総裁賞（職域グループ部門）を受賞した。
映画「252 生存者あり」に登場した。
2020年7月11日には、西之島に接近し噴火を観測した。

## 観測機器
観測のため、各種センサを搭載しており、これらの運用のため海洋観測ウインチ（ケーブル長8000m,5000m,2000m）、CTDウインチ（ケーブル長7000m）、Aフレームクレーン（荷重5トン）、係留系用ロープ巻揚機、CTD自動揚降収納装置、中折2段伸縮式クレーンなどを備える。
海底地形
- 音響測深機

水温・塩分
- 電機伝導度水温水深計（CTD）
- 航走用水温塩分計
- 水深水温計（BT）

水質
- 多筒採水器（ロゼットサンプラー）
- 多要素観測装置（CTD用オクトパス）
- 電気伝導度塩分計
- 温室効果気体観測装置
- 自動化学分析装置
- 酸素自動滴定装置
- 水素イオン濃度測定装置
- 植物色素測定装置

海流
- 超音波流速計（ADCP）
- 浅海・深海流速計

波浪
- 舶用波浪計

気象
- 総合海上気象観測装置
- 舶用自動高層気象観測装置

その他
- 海面フラックス観測装置